# Paul Lake Provincial Park
Der Paul Lake Provincial Park ist ein 727 Hektar großer Provincial Park in der kanadischen Provinz British Columbia, nordöstlich der Stadt Kamloops. Der Zugang zum Park erfolgt im Wesentlichen aus westlicher Richtung vom Highway 5, wobei auch aus dem Südosten vom Highway 1 ein Zugang möglich ist.

## Anlage
Der Park liegt in den Bergen des Interior Plateaus, östlich des North- und nördlich des South Thompson River, um den namensgebenden See Paul Lake. Der Park gliedert sich in zwei Teile, wobei der größere Parkteil mit dem Campingplatz sowie dem Picknick-Bereich am nordwestlichen Ufer des Sees liegt und der kleinere Parkteil, ohne wesentliche touristische Infrastruktur, am südöstlichen Ufer des Sees liegt.

## Geschichte und Name
Wie bei fast allen Provinzparks in British Columbia gilt jedoch auch für diesen, dass er – lange bevor die Gegend von Einwanderern besiedelt oder Teil eines Parks wurde – Jagd- und Fischereigebiet verschiedener Stämme der First Nations, hier hauptsächlich der Tk'emlúps te Secwe̓pemc war. Aktuell sind keine archäologischen Funde bekannt, obwohl die Nähe zum traditionellen Siedlungs- und Jagdgebiet der Tk'emlúps te Secwe̓pemc darauf hindeuten würde, dass das Gebiet und der See traditionell genutzt wurden.
Ursprünglich hatte der Park eine Fläche von 398 ha, im Juli 1997 kamen noch weitere Flächen hinzu und aktuell hat der Park 727 ha (662 ha Landfläche, 65 ha Wasserfläche).
Den Namen soll der im Park liegende und namensgebende See nach Jean Baptiste Lolo, der auch namensgebend für den nahegelegenen Mount Lolo ist, erhalten haben. Lolo war auch als St. Paul bzw. Häuptling St. Paul bekannt und Dolmetscher in Fort Kamloops und wurde von den örtlichen Secwepemc als Häuptling angesehen, obwohl er von irokesischer und frankokanadischer Herkunft war.

## Flora und Fauna
Das Ökosystem von British Columbia wird mit dem Biogeoclimatic Ecological Classification (BEC) Zoning System in verschiedene biogeoklimatischen Zonen eingeteilt. Biogeoklimatische Zonen zeichnen sich durch ein grundsätzlich identisches oder sehr ähnliches Klima sowie gleiche oder sehr ähnliche biologische und geologische Voraussetzungen aus. In diesen jeweiligen Zonen findet sich dann grundsätzlich ein sehr ähnlicher Bestand an Pflanzen und Tieren. Innerhalb des Ökosystems von British Columbia wird das Gebiet der Interior Douglas-fir Zone zugeordnet. Der Park ist eingebettet in einen Mischwald aus dominierenden Douglasien sowie Gelb-Kiefern, Zedern, Pappeln, Birken, Espen und einem Unterholz aus Schneebeeren, Wacholder und Hartriegel. Ein kleiner Teil des Baumbestandes mit Douglasien wird als old-growth forest bezeichnet. Dabei zeichnet sich dieser dadurch aus, dass die Bäume dort eine Höhe von mindestens 30 Metern erreichen und mindestens 150 Jahre alt sein sollen. Größere Bestände dieser old-growth forests finden sich zum Beispiel auch im Gwaii-Haanas-Nationalpark (~65.000 ha). Der bekannteste dieser old-growth forests ist jedoch Cathedral Grove.
Der Park bietet unter anderem Lebensraum für Weißkopfseeadler, Falken, Weißbrustsegler, Kojoten und Maultierhirsche.
Der ursprünglich fischlose Paul Lake wurde mit Regenbogenforellen bestückt, die gut gediehen. Die anschließende versehentliche Einführung von Rotaugen, Richardsonius balteatus, löste eine Reihe von Konkurrenzsituationen um Flohkrebse und Räuber-Beute-Interaktionen aus, die von P. A. Larkin und seinen Studierenden untersucht wurden.

## Aktivitäten
Zu den möglichen Freizeitaktivitäten im Park gehören unter anderem das Wandern, Angeln, Kanu- und Bootfahren.
Der Park hat 90 (teilweise reservierbare) Stellplätze für Wohnmobile und Zelte und verfügt über einfache Sanitäranlagen.